# Ermita de la Virgen de Gracia (Archidona)
La ermita de la Virgen de Gracia es una ermita situada en el municipio de Archidona, en la provincia de Málaga, España. Se trata de una antigua mezquita (una de las dos únicas conservadas en la provincia. La otra se encuentra en el Cortijo de las Mezquitas) datada entre los siglos IX y X, que fue consagrada como iglesia tras la incorporación de la villa a la Corona de Castilla en el siglo XV. El interior aún conserva la configuración del espacio así como varias columnas de origen romano y visigodo. El interior también alberga una imagen gótica del siglo XV. 